# 버지니아주 대 웨스트버지니아주 사건
버지니아주 대 웨스트버지니아주 사건은 미국 내전의 와중에 버지니아주에서 웨스트버지니아주가 독립하는 과정의 합법성과 웨스트버지니아 주가 버클리 군과 제퍼슨 군을 관할하는 것이 정당한지를 묻는 재판이었다. 다수 의견은 웨스트버지니아 주의 손을 들어주었다.